# Alberto Andrés Marcovecchio
Alberto Andrés Marcovecchio (6 de març de 1893 - 28 de febrer de 1958) fou un futbolista argentí dels anys 1910 i 1920.
Jugava com a davanter. Les seves principals característiques eren l'oportunisme, l'habilitat per situar-se a l'àrea contrària i en la definició cara al gol. La seva habilitat cara al gol li permetia marcar sovint més d'un gol per partit, esdevenint un dels atacants més brillants de l'època del futbol amateur argentí.
Després de jugar al modest club Porteño, ingressà al juvenil del Racing de Avellaneda el 1909, debutant a la primera divisió el 1912. A la primera temporada al campionat marcà set gols. A Racing formà una gran línia d'atac amb Canaveri, Ohaco, Hospital i Perinetti. Juntament amb Ohaco, Marcovecchio esdevingué el principal golejador de l'equip. Guanyà set campionats argentins consecutius. El 1917 fou el màxim realitzador del campionat amb 18 gols. El 1919 tornà a ser màxim golejador amb 16. El 1921 guanyà el seu darrer campionat i poc després posà fi a la seva carrera.
Marcovecchio jugà 11 partits amb la selecció argentina. Debutà l'1 de desembre de 1912, en el partit a Montevideo enfront Uruguai, vàlid per la Copa Montevideo. La segona presència fou uns anys més tard. El 1916 fou convocat pel campionat Sud-americà de seleccions. Debutà el 6 de juliol enfront Xile a Buenos Aires i marcà dos gols, Després jugà el 10 de juliol davant Brasil, però no disputà el partit final davant l'Uruguai. El 1917 diputà la Copa Gran Premio de Honor Uruguayo, i el 1919 disputà la Copa Newton i la Copa Lipton.

## Palmarès
- Campionat argentí de futbol: 
  - 1913, 1914, 1915, 1916, 1917, 1918, 1919, 1921
- Copa de Honor Cousenier:
  - 1913
- Copa de Honor Municipalidad de Buenos Aires:
  - 1913, 1915, 1917
- Copa Ibaguen: 
  - 1913, 1914, 1916, 1917, 1918
- Màxim golejador del campionat argentí de futbol:
  - 1917, 1919